# Álvar Rodríguez Osorio
Álvar Rodríguez Osorio (fl. 1285-1321) fue un ricohombre del León, señor de Villaornate e hijo primogénito de Rodrigo Rodríguez Osorio. Junto con su hermano, fue uno de los caballeros que figura en la nómina del rey Sancho IV de Castilla recibiendo soldada. En 1285, el mismo monarca le concedió por juro de heredad los derechos de Fuentes de Ropel.

## Matrimonio y descendencia
Contrajo matrimonio con Elvira Núñez, hija de Nuño, obispo de Astorga. Fueron padres de cuatro hijos:
- Juan Álvarez Osorio, adelantado o merino mayor del Reino de León y de Asturias,[3] contrajo matrimonio con María Fernández de Biedma, ama del infante Felipe, con sucesión.[4]
- Gonzalo Osorio (m. 1326), obispo de Mondoñedo[4]
- Elvira Álvarez Osorio, esposa de Garci Gómez Carrillo.[4]
- Álvar Núñez Osorio (m. 1329), conde de Trastámara, Lemos y Sarria, señor de Cabrera y Ribera, mayordomo mayor del rey Alfonso XI de Castilla, adelantado mayor de la Frontera, y pertiguero mayor de la tierra de Santiago.[3] Fue ejecutado por orden del rey Alfonso XI en 1329.